# Пересыпкинский сельсовет
Пересыпкинский сельсовет — муниципальное образование со статусом сельского поселения в составе Гавриловского района Тамбовской области Российской Федерации
Административный центр — село Пересыпкино 1-е.

## История
В соответствии с Законом Тамбовской области от 17 сентября 2004 года № 232-З установлены границы муниципального образования и статус сельсовета как сельского поселения.
В соответствии с Законом Тамбовской области от 24 мая 2013 года № 271-З в состав сельсовета включён упразднённый Пересыпкинский 2-й сельсовет.

## Население
| 2010  | 2012  | 2013  | 2014  | 2015  | 2016  | 2017  |
| ----- | ----- | ----- | ----- | ----- | ----- | ----- |
| 1612  | ↘1598 | ↘1556 | ↗2363 | ↘2314 | ↘2313 | ↘2275 |
| 2018  | 2019  | 2020  | 2021  |       |       |       |
| ↘2197 | ↘2073 | ↘2025 | ↗2041 |       |       |       |

## Состав сельского поселения
| № | Населённый пункт | Тип населённого пункта       | Население |
| - | ---------------- | ---------------------------- | --------- |
| 1 | Красная Нюдевка  | деревня                      | ↘92       |
| 2 | Пересыпкино 1-е  | село, административный центр | ↘1520     |
| 3 | Пересыпкино 2-е  | село                         | ↘864      |